# Christine Hunt
Christine Hunt, född 15 juni 1950, död 25 september 2020, var en australisk friidrottare. Hon deltog vid olympiska sommarspelen 1976.